# Веселин Колчаков
Веселин Колчаков е лекар, специалист по гастроентерология със специфични интереси в областта на хепатологията и онкологията, както и в областта на клиничното хранене.

## Биография
Веселин Колчаков е роден на 12 април 1968 г. в София, в лекарска фамилия. През 1994 г. завършва медицина в Медицински университет, София.
Член е на Българско Дружество по Гастроентерология, Хепатология, както и на Европейското дружество по ентерално и парентерално хранене (European Society of Enteral and Parenteral Nutrition).
Д-р Колчаков практикува в университетската болница „Св. Иван Рилски“, Клиника по Гастроентерология.
От август 2011 г. д-р Веселин Колчаков е основател и управител на Хоспис „Голямата къща“. Хосписът е място не само за пациенти в краен стадий на своето заболяване, но и за такива, които се възстановяват след тежки операции, травми, инсулт, инфаркт и т.н.

## Публикации
- Колчаков, В., Л. Матева, З. Кръстев Класификация на панкреатитите – проблеми и възможности в „КАК в Гастроентерологията“ ред. проф. З. Кръстев, „Прудента“, София, 1998, 144 – 157.
- Колчаков, В., Л. Матева Остър панкреатит в „КАК в Гастроентерологията“ ред. проф. З. Кръстев, „Прудента“, София, 1998, 158-172.
- Колчаков, В., И. Герджиков, П. Петкова, Ц. Цонев, З. Кръстев Психологични фактори в Гастроентерологията и Хепатологията в „Хепатология“ ред. проф. З. Кръстев, проф. К. Чернев, „Тилия“, София, 1998, 709-720.
- Луканов, Цв., Св. Луканова, В. Колчаков, Е. Маркова, З. Кръстев Експресия на циклооксигеназа-2 /СОХ-2/ в пренеоплазии и епителни дебелочревни тумори Българска Хепато-гастроентерология, 2000, 2, 10-16.
- Z. Krastev, V. Koltchakov, N.Vladov, D. Popov, A. Milev, J. W. Koten, W. Den Otter. A mesothelioma that is sensitivi to locally applied IL-2.Cancer Immunol Immunother, 2001, 50: 226-227;
- Krastev Z., V. Koltchakov1, B. Tomov1, J W. Koten2. Non melanoma and non renal cell carcinoma malignances treated with Interleukin 2. Hepato-gastroenterology. 2003 Jul-Aug; 50 (52): 1006-16;
- Z. Krastev, V. Koltchakov, D. Popov, A. Alexiev, J. W. Koten, W. Den Otter. A Case of Hepatocellular Carcinoma (Hcc):Treatment with Local Application of Alcohol and Interleukin 2 (IL-2).Hepato- Gastroenterology. 2003 Sep-Okt; 50 (53): 1647-9
- Колчаков, В., „Съвременни тенденции за профилактика и лечение на гастропатии, свързани с употребата на НСПВС“, MEDINFO, 2009, №11, 46-50. ISSN 1313-2466